# TAKAROT

TAKAROT（タカロット）は、日本の作曲家・編曲家。

## 提供作品

### アーティスト
アルスマグナ
- 「HIGH FIVE 〜Type A.R.S〜」（共作曲）
- 「ボクはつづく」（共作曲）

A-FLARE
- 「サクラサクマエ」（共作曲）

RSP
- 「めちゃくちゃあなたが好きだから」（作曲）

伊波杏樹 
「NPNL」（共作曲）
WEBER
- 「サマキラChu→ン」（共作曲）

浦島坂田船
- 「YELLOW FINEST」（共作曲）
- 「Oxygen」／志麻（共作曲）
- 「Save Me」（共作曲）
- 「Sugary」／センラ（共作曲）
- 「鈍色Wheels」（共作曲）
- 「FIREFIRE」／志麻（共作曲）
- 「NIGHT SCREAMER」／センラ（共作曲）
- 「10 CARAT CHOCOLATE」（共作曲）
- 「Happy tap people/うらたぬき＆となりの坂田。」（共作曲）
- 「おーるでい・おーるにゃいと」（共作曲）
- 「偽味偽味LOVE」うらたぬき（共作曲）
- 「Lights in Blizzard」志麻（作曲）
- 「FlashBack」／センラ（共作曲）
- 「EYES ON ME」／センラ（作曲）
- 「ダンサブリミア」／志麻×あほの坂田。（共作曲）
- 「My Fight」となりの坂田。（共作曲）
- 「U.S.S.S HOLIC」（作曲）

AKB48
- 「アイドルだよ、人生は…」（共作曲）

エイジアエンジニア
- 「HOT to the COOL DOWN!!」（共作曲）
- 「世界で一番素敵な人」（編曲）
- 「BYE! THIS YEAR!! HI! NEW YEAR!!」（編曲）
- 「みんなのうた!」（編曲）
- 「START」（編曲）
- 「純夏～青春編～」（編曲）
- 「HAPPY」（編曲）

大橋彩香
- 「にゃんダブルらぶ」（共作曲）
- 「にゃんダフルらいふ」（共作曲）
- 「Finding Lover」（共作曲）
- 「にゃんだーわんだーデイズ」（共作曲）
- 「Lovely Days」（編曲）
- 「#HASHTAG ME」（作曲）

OCTPATH
- 「our Good Time」（編曲）
- 「Showtime」（共作曲）

小野賢章
- 「Take the TOP」（作曲）
- 「Night Drivin'」（共作曲）
- 「FIRE FIRE」（作曲）
- 「Feel So Nice!!」（共作曲）
- 「One Of Pieces」（共作曲）

小野大輔
- 「↑↑NIGHT SAFARI」（共作曲）

小野友樹
- 「Overcharge 〜Overture〜」（共作曲）
- 「ソーラン Night」（共作曲）
- 「ターザン Night」（共作曲）

果山サキ
- 「本物の恋」（共作曲）
- 「Life is wonderful」（共作曲）

COLOR CREATION
- 「約束」（共作曲）
- 「Black Papilio」（共作曲）
- 「Blue Star」（共作曲）
- 「The Call」（共作曲）
- 「Crazy Cruising」（共作曲）
- 「Going On」（共作曲）
- 「Himawari」（共作曲）
- 「Saturday Night」（共作曲）
- 「Sunshine」（共作曲）
- 「Be with you」（共作曲）

九州男
- 「想色コーディネート」（共作曲）
- 「a who dat?」（共作曲）

Crystal Kay
- 「君がいたから」（共作曲）

久保ユリカ
- 「VIVID VIVID」（共作曲）

ケツメイシ
- 「人生劇場」（共作曲）

CYBERJAPAN DANCERS
- 「Higher」（共作曲）

櫻坂46
- 「愛し合いなさい」（共作曲・共編曲）

鞘師⾥保
- 「LAZER」（作曲）
- 「Winding Road」（共作曲）

SA.RI.NA
- 「赤い糸 feat.ハジ→」（共作曲）
- 「頑張りやさんのきみへ」（共作曲）
- 「幸せの種」（共作曲）
- 「ただひとつ願いが叶うなら」（共作曲）
- 「きっとできるよ」（共作曲）
- 「Wedding Song」（共作曲）
- 「約束」（編曲）

STATION IDOL LATCH! a/maze
- 「Mystery of Destiny」（共作曲）

THE RAMPAGE from EXILE TRIBE
- 「INTO THE LIGHT」（共作曲）

Spontania feat. Sotte Bosse
- 「きっと」（共作曲）

塩ノ谷耶香
- 「Labyrinth Story」（共作曲）

Che'Nelle
- 「ラスト・ボーイ」（作曲）
- 「HIKARI」（作曲）

SHINee
- 「Colors of the season」（共作曲）
- 「Winter Wonderland」（共作曲）
- 「Do Me Right」（共作曲）
- 「So Amazing」（共作曲）［1of1 韓国リリースアルバム］

JAMOSA
- 「〜I KNOW I CAN...〜」（共作曲）
- 「いきてるよ」（共作曲）
- 「これ以上やさしくしないで」（共作曲）
- 「SEASON CHANGES feat.MEGARYU」（共作曲）
- 「MUSIC」（共作曲）
- 「RAIN」（共作曲）

鈴村健一
- 「夕暮れタイムトラベル」（作曲）

想天坊
- 「Precious〜あの頃の記憶〜」（共作曲）

SOLIDEMO
- 「コトバのカケラ」（共作曲）
- 「THE ONE」（共作曲）

Da-iCE
- 「この道の先に」 - 大野雄大（共作曲）
- 「逢いたい 逢えない」 - 大野雄大（共作曲）
- 「最期の言葉」 - 花村想太（共作曲）
- 「Bamby Ride」（共作曲）
- 「WATCH OUT」（共作曲）
- 「恋ごころ」（共作曲）
- 「パラダイブ」（共作曲）
- 「雲を抜けた青空」（共作曲）
- 「Sugar High」（共作曲）
- 「君色」（共作曲）
- 「Fly Higher」（共作曲）
- 「WELCOME!」（共作曲）
- 「you」（共作曲）
- 「only for you」（共作曲）
- 「Flight away」（共作曲）
- 「TIME COASTER」（共作曲）
- 「大阪LOVER（カバー）」（編曲）
- 「Lights」（共作曲）
- 「Break out」（編曲）

Trignal
- 「転生純愛ファイター」（共作曲）
- 「MISSION」（編曲）

西野カナ
- 「Shut Up」（共作曲）

福田桃代
- 「Dear Best Friend」（作曲）
- 「Summer Love Story」（作曲）

Flower
- 「七色キャンドル」（共作曲）

BoA
- 「Make Me Complete」（共作曲）

PON
- 「Cheer to the sky」（作曲）

祭屋
- 「Black Maria feat.nano･Φ串Φ･UZURA」（共作曲）
- 「メロディ･レイン feat.らっぷびと･タイツォン」（共作曲）

mihimaru GT
- 「Di-lemma」（共作曲）
- 「1/2のしあわせ」（共作曲）
- 「Harukaze」（共作曲）

Missing Link
- 「いつも一緒にいたい」（共作曲）
- 「またね、バイバイ」（共作曲）

YU-A
- 「子犬ちゃん」（共作曲）
- 「I hate you」（共作曲）
- 「Shaping Up」（共作曲）

ユルリラポ
- 「午前2時のロンリーガール」（共作曲）

らっぷびと
- 「アル晴レタ日」（共作曲）
- 「クローバー」（共作曲）
- 「Aikotoba」（共作曲）

Little Glee Monster
- 「Summer Days」（共作曲）

LIL LEAGUE
- 「Higher」（共作曲）

Le Lien
- 「斬鉄剣」（共作曲）

1 FINGER
- 「My Style」（共作曲）

### ジャニーズ事務所関連
嵐
- 「彼方へ」（共作曲、共編曲）
- 「Don't you love me？」 - 松本潤（共作曲）

KAT-TUN
- 「DANGEROUS」（共作曲）
- 「TOKYO STARRY」（共作曲）
- 「FLASH」 - 田口淳之介（共編曲）
- 「ゼロからイチヘ」（編曲）

Sexy Zone
- 「Message」（共作曲）

King & Prince
- 「宙（SORA）」（共編曲）
- 「Shake Hands」（共作曲）

亀と山P
- 「SUPER FUNKER!!」（編曲）

木村拓哉
- 「NEW START」（編曲）

Hey! Say! JUMP
- 「愛だけがすべて -What do you want?-」（共作曲）
- 「order」（共作曲）
- 「Go My Way」（共作曲）
- 「Rock U Baby!」（共作曲）
- 「Diggy Down」（編曲）
- 「流星の詩」 - 薮宏太（共作曲）

Kis-My-Ft2
- 「Without Your Love」 - 藤ヶ谷太輔・玉森裕太（共作曲）
- 「Reset」（共作曲・編曲）

A.B.C-Z
- 「BAD GAME」（共作曲）
- 「君の隣で目覚めたい」（共作曲・編曲）

SixTONES
- 「NEW WORLD」（共作曲）
- 「Only Holy」（共作曲）

Travis Japan
- 「Happy Groovy」（共作曲）

ふぉ〜ゆ〜
- 「FIGHT SONG」（共作曲）
- 「わがまま」（共作曲）

中山優馬
- 「GOOD VIBES」（共作曲）

ACEes
- 「PROLOGUE」（共作曲）

### テレビアニメ・ゲーム
A3!
- 「Summer Time Love」 - 三好一成（赤澤燈）

アイドリッシュセブン　
- 「Good Good Games」（共作曲）

あんさんぶるスターズ!
- 「Awakening Myth」 - Eden（共作曲）

黒子のバスケ
- 「ケンカもしたけど」 - 黒子テツヤ（小野賢章）、紫原敦（鈴村健一）（共作曲）
- 「We are VORPAL SWORDS!!」 - 黒子テツヤ（小野賢章）、火神大我（小野友樹）、赤司征十郎（神谷浩史）、青峰大輝（諏訪部順一）、緑間真太郎（小野大輔）、黄瀬涼太（木村良平）、紫原敦（鈴村健一）（共作曲）

チア男子!!
- 「Again」 - 徳川翔（小野友樹）（作曲）

ボーイフレンド（仮）
- 「君がいれば」 - 一ノ瀬学（平川大輔）、真山恭一郎（森川智之）、若桜郁人（鳥海浩輔）（共作曲）

刀剣乱舞
- ミュージカル 刀剣乱舞
  - 「キミと見上げたあの日の空に」 - 鶴丸国永（葵咲）（共作曲）
  - 「ユメひとつ」 - 刀剣男士 team新撰組 with蜂須賀虎徹（共作曲）
  - 「mistake」 - 刀剣男士 team三条 with加州清光
  - 「I'll Be There」 - 刀剣男士 formation of つはもの
  - 「Endless Night」 - 三日月宗近

いれいす
愛染中毒 / ないこ（編曲）
星空列車 / -hotoke-（共作曲）

ラブライブ!サンシャイン!!
- 「少女以上の恋がしたい」（共作曲）
- 「Landing action Yeah!!」（編曲）
- 「Thank you, FRIENDS!!」（共作曲）
- 「ハジマリロード」 - 津島善子（小林愛香）、国木田花丸（高槻かなこ）黒澤ルビィ（降幡愛）（共作曲）
- 「Over The Next Rainbow」（共作曲） - Saint Aqours Snow
- 「Jump up HIGH!!」（共作曲）
- 「Aqours Pirates Desire」（共作曲）
- 「JIMO-AI Dash!」（共作曲）
- 「コットンキャンディーえいえいおー」（作曲） - 黒澤ルビィ
- 「心の羽よ君へ飛んでけ！」（共作曲・編曲）
- 「OKAWARI Happy life!」（共作曲・共編曲）
- 「Paradise Chime」（共作曲・編曲）
- 「ファボタージュ」/わいわいわい（共作曲）
- 「SILENT PAIN」（共作曲・共編曲）
- 「テ・キ・ナ ミュージック」（共作曲・共編曲）
- 「Special Holidays」（共作曲・共編曲）

### Vtuber関連
日本烈島PROJECT
- 「We're The Lights」（共作曲・編曲）

根羽清ココロ
- 「キラッとアイズ」（共作曲・編曲）

壱百満天原サロメ
オシャレギ（共作曲・編曲）

### 劇伴
犬と猫どっちも飼ってると毎日楽しい　（作曲）
チア男子!!
- 「BREAKERS DANCE TRACK(全国選手権用 Ver.)」（作曲）
- 「チア男子!!BGM」（作曲）
- 「+-ZERO」（作曲）
- 「All for team」（作曲）
- 「All in all」（作曲）
- 「Back home」（作曲）
- 「Basic stance part 1」（作曲）
- 「Basic stance part 2」（作曲）
- 「Chance making」（作曲）
- 「Changed eyes」（作曲）
- 「DATA ANALYZER」（作曲）